# 倪進賢
倪進賢（1445年—？），字秉忠，直隸徽州府婺源縣人，民籍，明朝政治人物。同進士出身。明朝政治人物。

## 生平
早年出身國子生，應天府鄉試第一百八名。成化十四年（1478年）戊戌科會試第一百六十一名，殿試登進士第三甲第一百一十七名。選庶吉士，十六年十二月选授四川道監察御史，巡按宣府。因被妻兄錢金咬断一指，二十一年十月被勒令致仕。弘治七年（1494年）五月潜至京师，向首辅萬安夤緣求起復，为科道所劾，逮下錦衣衛狱。既而赎杖，仍命致仕闲住，赶回家乡。

## 佚事
關於其為年老陽痿之首輔萬安進獻洗陰秘方之事，明清之際流傳甚廣。其遂有“洗鳥御史”之稱。

## 家族
曾祖倪世安。祖父倪以孚，曾任教諭。父倪憙。母劉氏。具慶下。